# Парнаут
Парнаут (абх. Парнаут, груз. ფარნაუთი) — село в Абхазии, в Гулрыпшском районе частично признанной Республики Абхазия, согласно административному делению Грузии — в Гульрипшском муниципалитете Абхазской Автономной Республики.

## Население
В 1959 году в селе Парнаут жило 650 человек, в основном — армяне. В 1989 году в селе жило 130 человек, также в основном — армяне.